# Золушка (пещера)
Золушка — пещера, расположенная в гипсовых отложениях на территории Молдовы и Украины. Общая длина ходов составляет 92 км, площадь 206,5 тысяч м², объём 550 тысяч м³. По длине претендует на 3-е место в мире среди гипсовых пещер и 27-е среди самых длинных пещер в мире.

## Местоположение

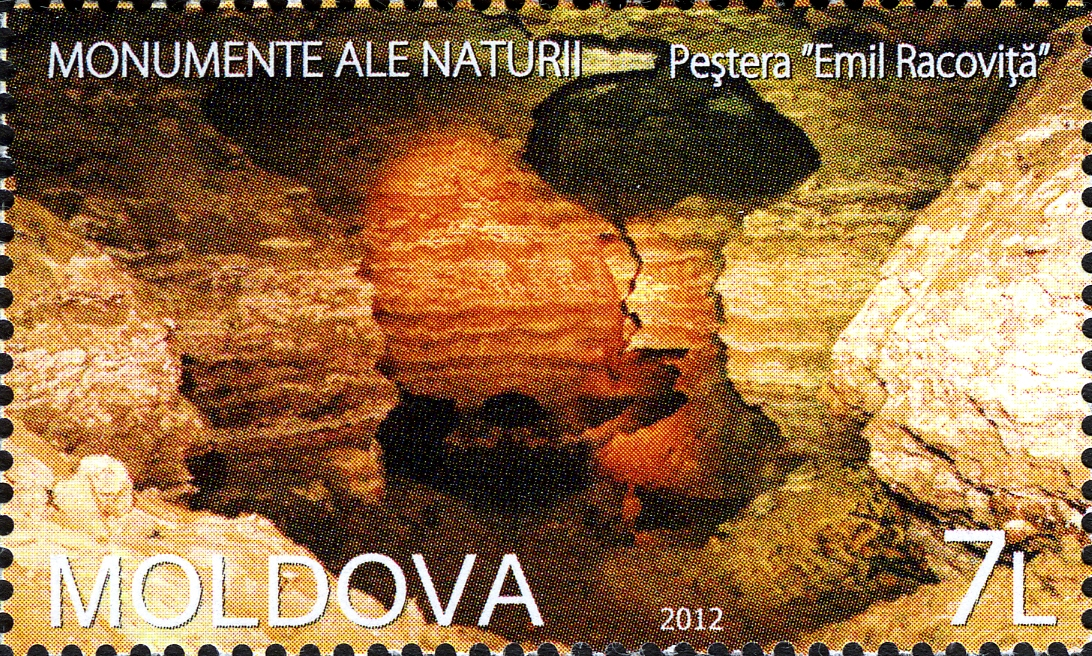
Марка с иллюстрацией зала из Пещеры Золушка. Республика Молдова, 2012 г.

Пещера располагается в Восточно-Европейском регионе, в месте, где соприкасаются границы трех государств: Украины, Молдовы и Румынии. Одна из границ — молдавско-украинская — проходит непосредственно над пещерой.
Пещерный лабиринт вытянут от входа в северо-западном (в сторону Украины) и северо-восточном (в сторону Молдовы) направлениях. Граница между Украиной и Молдовой, проходящая над лабиринтом, делит его на 2 части: северо-западную (украинскую) и юго-восточную (молдавскую).
Единственный вход в пещеру находится на территории Республики Молдова, около села Крива, Бричанского района в 360-ти метрах от границы с Украиной.

## История открытия
В публикациях встречаются 3 даты открытия пещеры: 1959, 1969, 1977 года. Это обуславливается следующим:
- В 1946 году в районе села Крива, в результате геологоразведки, обнаружено месторождение гипса, залегающее близко к поверхности. В 1954 году началась промышленная добыча гипса открытым способом. В 1959 году, после взрыва, в стене карьера открылась полость, из которой хлынула вода. Но тогда была вскрыта не сама система, а всего одна из верхних галерей. Поскольку наличие подземных вод было спрогнозировано, в проекте организации работ заложили организацию насосной станции. Средний объём откачиваемой воды составляет 8000 м³. в сутки. Исходя из этого факта, в литературе иногда указывается 1959 год, как год открытия пещеры.
- Вторая дата — август 1969 года, когда несколько учёных отделения географии АН МССР (Бешлягэ, Верина, Игнатьев, Кравчук, Сухов) совершили первую попытку проникнуть внутрь пещеры. Исследователям удалось пройти не более 60 метров из-за очень сырой и липкой глины, многочисленных обводненных участков[5].
- В 1977 году, после взрыва в участке северного борта карьера, открылся действительный вход в пещеру. Из официального дневника Черновицкого спелеоклуба «Троглодит»:

«12 — 13 марта 1977 г. п. Золушка. Состав группы: Коржик В., Кабашнюк В., Дегтяренко Н., Лемешев А., Филипец А., Гайсенюк В., Луцив О., Войтышен С., Ястремский В., Филипец Г. Открытие, первый раз в пещере. Положено 56 пикетов. Длина на плане 350 метров по прямой линии, ширина хода 4-6 метра».
Эта дата и является датой открытия пещеры — ночь 12—13 марта 1977 года. Немедленно начаты работы по топосъёмке галерей, которые продолжались до 1993 года, когда последний район «Буковина» перенесён на карту. Все работы по организации, координации и сведению карт в одну общую проделаны клубом «Троглодит», основная роль принадлежала Виталию Павловичу Коржику.
В августе 1977 г. в пещере проводили работы учёные из отделения географии МН МССР. Девять студентов Тираспольского Пединститута (Ботнарь, Науменко, Шумулков, Спыну, Болобородова, Дулоглу, Цариградский, Обручкова) в течение 1 месяца сумели нанести на план начальные 10 км лабиринта, открыли подземные озёра с прозрачной водой, измерили их объём, температуру, взяли пробы воды. Однако местонахождение этих материалов до настоящего времени не известно.
Основные спелеонимы — названия залов, озёр, галерей многочисленны и даны спелеологами, картировавшими лабиринт пещеры.
С 1984 года к исследованию пещеры присоединяется Кишиневский Спелеоклуб «АБИС».
В 1989 году остро встала проблема с отвалом глины. После разворота, в 1985 году, фронта Кривского гипсового карьера на 90 градусов, существовавший в стене верхнего добычного уступа вход в пещеру попал в зону отвалов вскрышных пород и наращивался квадратными железобетонными кольцами. В конечном итоге вход представляет собой 32-метровый колодец из 6 секций по 5,2 метра каждая, с межсекционными «поэтажными» перекрытиями и соединяющими их через люки лестничными пролетами. Нижнее фундаментное кольцо посажено отчасти на скальное гипсовое основание, а большей частью на насыпной грунт. Со временем водонасыщенный грунт просел и нижние кольца входного колодца деформировались. В начале сентября 1999 года через разрушенную стену нижнего пролёта в колодец выдавилась пластичная глинистая масса и 3-метровым слоем перекрыло вход. Сверху, из-за постоянного дренажа, уровень вод поднялся на 2 метра, а в колодце началось скапливание диоксида углерода, принявшее опасную величину.
После трагедии 3 октября 1999 года, когда двое человек из села Тарасовцы погибли от отравления диоксидом углерода, пытаясь попасть в пещеру, руководству АО «Крива-Кнауф», на тот момент эксплуатирующему карьер, было приказано закрыть вход в пещеру и, как следствие, его забетонировали. В 2002 году наземный участок площадью 8,8 га был рекультивирован и вместе с шахтой передан по акту мэрии села Крива.

### Второе открытие пещеры
В начале 2005 года в газете «Moldova Suverana» появилась информация о гибели пещеры, цитата: «15 гротов, которые находятся по периметру карьера, практически полностью разрушены, вся пещера затоплена, галереи примерно на 70 км заполнены водой» (Газета «Moldova Suverana» № 130 от 17 августа 2005 г.). Разрабатывающий её концерн губит национальное богатство Республики Молдова, и в связи с этим в карьер прибыл президент Республики Молдова. Лицензия концерна на право разработки недр была приостановлена. Для того, чтобы доказать непричастность деятельности карьера к экологическому состоянию пещеры, концерн «Knauf», по собственной инициативе, провел работы по очистке входного колодца от глиняной пробки и ремонту лестниц, и 31 июля 2005 года для независимой оценки пещеры был приглашён спелеоклуб «ABIS». Следов обрушения и затопления галерей и залов пещеры отмечено не было.

## Название
По принятой в международной практике традиции, название «Золушка» стало официальным именем пещеры, так как дано первооткрывателями. В публикациях Академии наук МССР, в списках пещер мира, научных трудах на разных языках, пещера имеет название «Золушка», или «Zolushka» в латинской транскрипции. На Украине иногда употребляется украинский вариант этого названия — «Попелюшка», а в молдавских изданиях встречался и молдавский вариант — «Cenusareasa».
В 1991 году постановлением Правительства РМ № 664 от 28.11.1991 г. «О взятии под государственную охрану карстовой пещеры расположенной в окрестностях села Крива Бричанского района» была предпринята попытка переименовать в пещеру «Emil Racovita», в честь румынского биоспелеолога Эмиля Раковицэ. Это привело к путанице — неоднократно в молдавских СМИ встречались материалы о двух крупных пещерах в Республике Молдова — «Золушка» и «Emil Racovita».
Спелеонимы — названия галерей, залов, озёр даны спелеологами, картировавшими лабиринт пещеры. Однако в разных источниках можно найти несколько вариантов топонимов. В работе В. Н. Верина «Тайны подземного мира» упоминаются названия: «Зеленое озеро», «Голубое озеро», «Прозрачное озеро», «Студенческое озеро», «Комсомольское озеро», «Царское озеро», «Стадионный зал», «Зал бегемота», «Проспект Кантемира», «Зал Журналистов», «Озеро Молдова», «Зал Даков».
В единственной монографии по пещере, в работе В. Н. Андрейчука «Пещера Золушка» есть перечень спелеонимов, которые считаются общепринятыми.

## Общие сведения
Пещера Золушка, наряду с большинством крупных лабиринтовых пещер Подольско-Буковинского региона, как Оптимистическая, Озёрная, Кристальная, и др., сформировалась в условиях артезианского режима напорными водами. Формирование лабиринтов происходило, главным образом, путём проработки каналов восходящими подземными водами, характер и механизм которой, а в конечном результате — морфология лабиринта, определялись структурными предпосылками — особенностями трещинного пространства гипсов.
Пещера Золушка / им. Эмиля Раковицэ — молодая пещера, сформировавшаяся лишь в конце неоплейстоцена. По морфологическим и морфометрическим признакам в пещере выделяется 17 районов. Пещера в целом отличается крупными размерами полостей. В пещере встречено более 90 озёр и обводненных участков. Наибольшими из озёр являются «Крокодил» (длиной 25 м), «Наутилус» (длиной 18 м) и «Зелёный лабиринт» (глубиной 0,5 — 2 м). Дно таких озёр покрыто глиной. Интересны крупные воронкообразные и цилиндрические колодцы с отшлифованными водой стенами. Глубина их достигает 14,5 метра (Колодец Ларисы).
Пещерные отложения, кроме донных глин, представлены глинисто-кальцитовыми сталактитами, покрывающими своды и стены некоторых коридоров, туфовыми налетами и «бра» по стенам и потолку, кулисами толщиной 2 — 20 см, под разными углами пересекающими и местами перекрывающими коридоры. Результатом многолетнего труда ученых стало открытие и исследование уникальных железо-марганцевых колоний микроорганизмов в пещере Золушка.
Большая часть свода и стен похожи на мозаику, благодаря кристаллическим образованиям гипса.
Вокруг трещин известняковой породы встречаются антодиты — гипсовые образования, отложившиеся вследствие инфильтрации воды сквозь поры стен. На сводах залов верхнего яруса, в зоне контакта известняка с гипсом отложились кристаллы целестина (сульфат стронция), которые образуют местами настоящие хрустальные микроагрегаты толщиной до 1 см. Сульфат стронция покрывает тоненькой коркой (до 0,6 см) кристаллов известняковые плитки, придавая им вид кристаллизованных кисточек голубоватого, белого или светло-серого цвета. Настоящей находкой стали гипсовые иглы длиной около 6 см, «растущие» на глине в одном из залов пещеры.

## Трагедия в Золушке
Трагически завершилось посещение пещеры 3 октября 1999 года жителями села Тарасовцы, Новоселицкого района, Черновицкой области. Двое из них — Николай Рощук и Алексей Пасат — погибли в первых пролетах входного колодца в пещеру, со стороны Молдовы. Причина — отравление организма в условиях высокой концентрации диоксида углерода, несмотря на опубликованное раннее предупреждение об опасности спуска в пещеру.

Привет всем, Черновицкий спелеоклуб предупреждает, что в пещере Золушка концентрация СО2 достигла смертельных (без преувеличения) значений…— Смертельная загазовка в Золушке. CML № 1325 (25 сентября 1999).

## Важность и охрана
Пещерная система Золушка представляет большой интерес для карстологов и спелеологов с точки зрения её связи с тектоникой, эволюции гидрогеологических условий, спелеолитогенеза, развития её в условиях искусственного осушения, возможности использования в туристских целях. Все это делает актуальной постановку вопроса об организации на её основе спелеологического стационара.
В 1991 году постановлением Правительства РМ № 664 от 28.11.1991 г. «О взятии под государственную охрану карстовой пещеры расположенной в окрестностях села Крива Бричанского района» пещера взята под охрану государства.

## Галерея

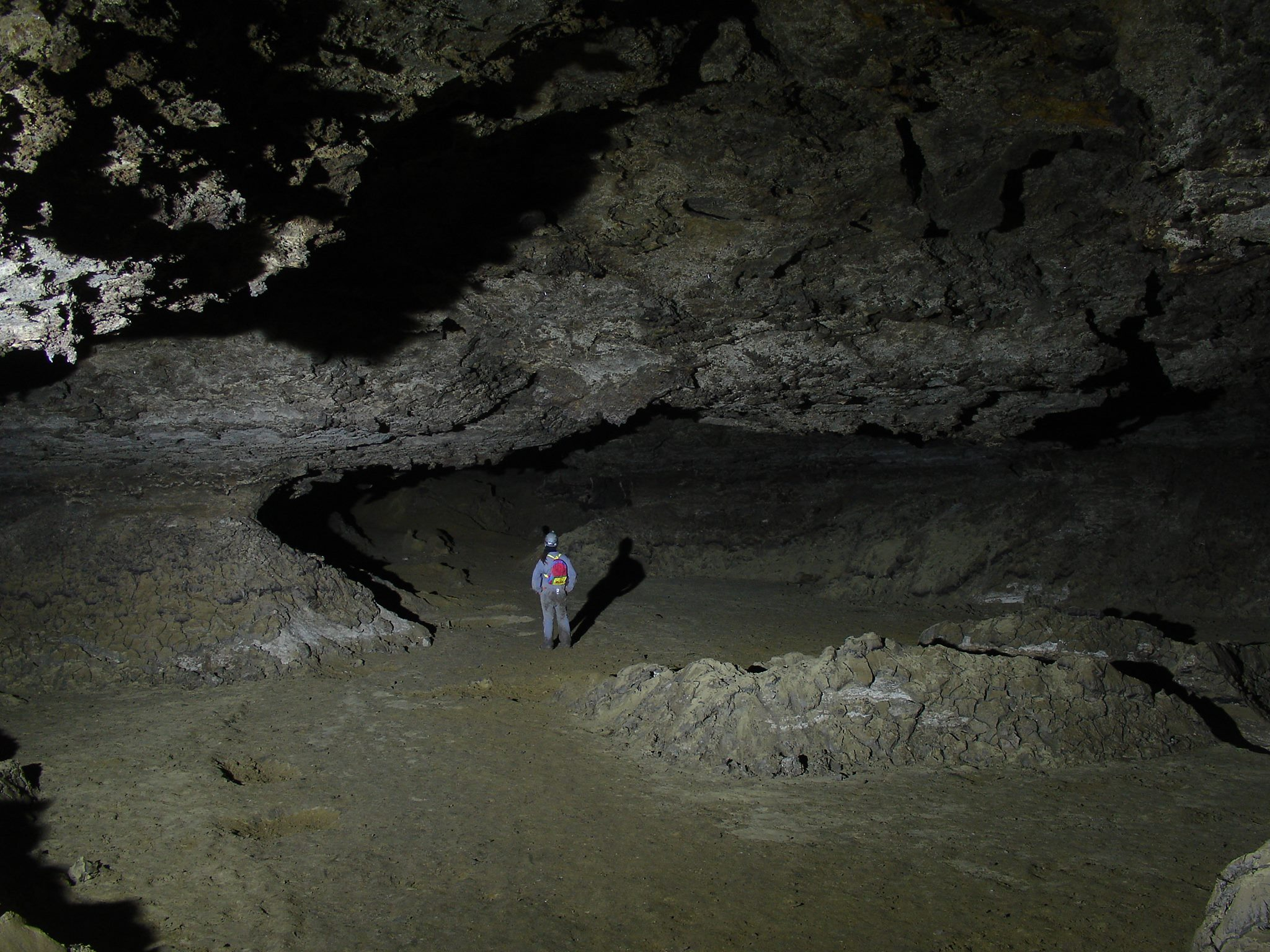
Зал в центральной части пещеры
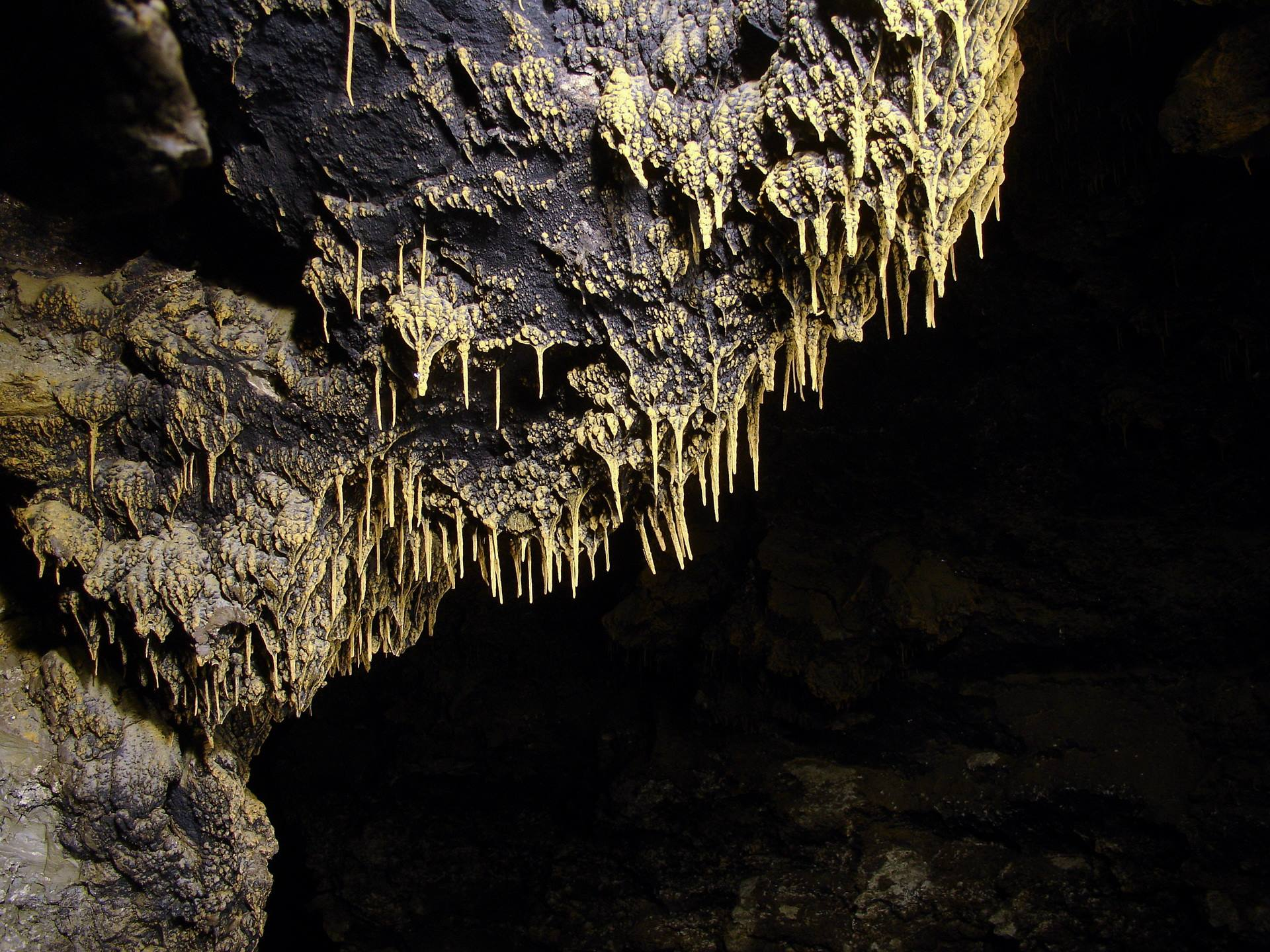
Глинистые сталактиты в пещере Золушка
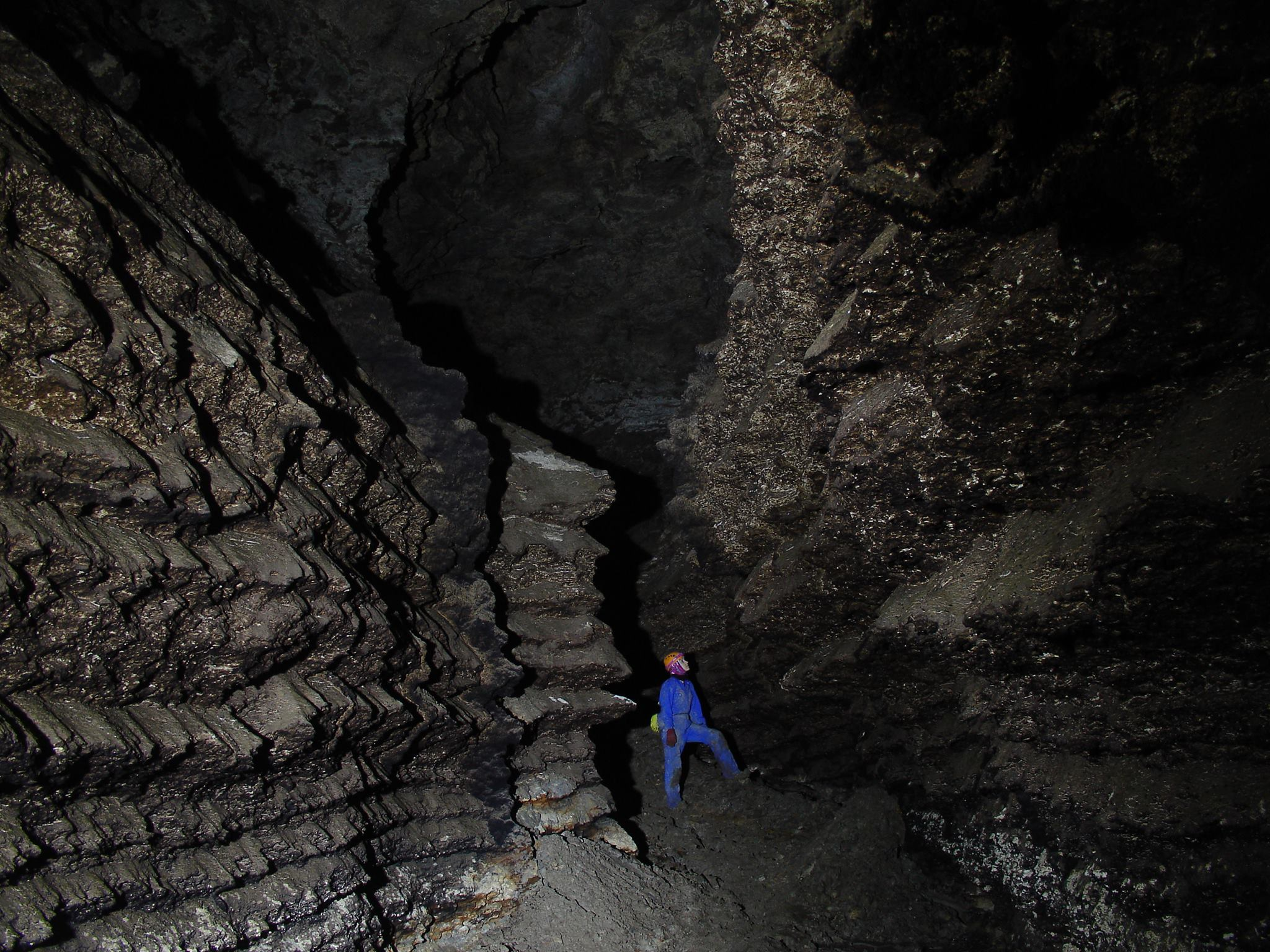
Район Колорадо в пещере Золушка
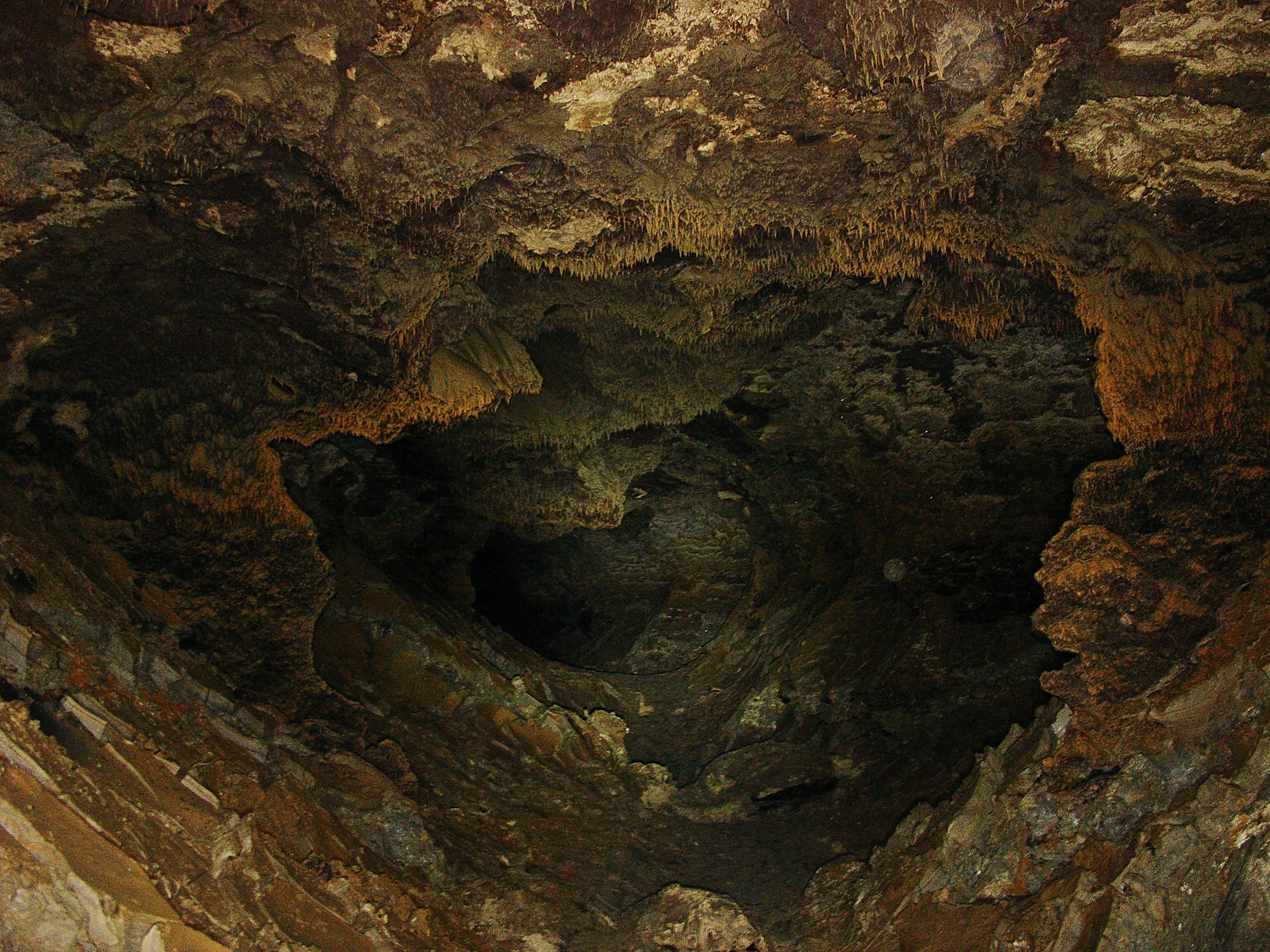
Подземный зал с характерными образованиями